# Irwinton
La ville d’Irwinton est le siège du comté de Wilkinson, dans l’État de Géorgie, aux États-Unis.

## Démographie
| 1870 | 1880 | 1900 | 1910 | 1920 | 1930 |
| ---- | ---- | ---- | ---- | ---- | ---- |
| 241  | 264  | 227  | 249  | 379  | 561  |

| 1940 | 1950 | 1960 | 1970 | 1980 | 1990 |
| ---- | ---- | ---- | ---- | ---- | ---- |
| 589  | 700  | 673  | 757  | 841  | 641  |

| 2000 | 2010 | - | - | - | - |
| ---- | ---- | - | - | - | - |
| 587  | 589  | - | - | - | - |

Elle comptait 583 habitants lors du recensement de 2010.